# Anomala grandis
Anomala grandis är en skalbaggsart som beskrevs av Hope 1839. Anomala grandis ingår i släktet Anomala och familjen Rutelidae. Inga underarter finns listade i Catalogue of Life.